# Lucas Neill
Lucas Edward Neill (sinh ngày 9 tháng 3 năm 1978) là một cựu cầu thủ bóng đá Úc. Neill thi đấu ở vị trí trung vệ và có gần 15 năm sự nghiệp thi đấu ở Anh. Anh cùng đội tuyển Úc tham dự Giải vô địch bóng đá thế giới 2006, Cúp bóng đá châu Á 2007, Giải vô địch bóng đá thế giới 2010 và Cúp bóng đá châu Á 2011. Vào ngày 6 tháng 10 năm 2006 anh trở thành đội trưởng thứ 50 trong lịch sử Đội tuyển bóng đá quốc gia Úc và có trên 60 trận mang băng thủ quân. Anh từng thi đấu cho Millwall, Blackburn Rovers, West Ham United, Everton, Galatasaray, Al Jazira, Al Wasl, Sydney FC, Omiya Ardija, Watford và Doncaster Rovers.

## Thống kê sự nghiệp
| Đội tuyển bóng đá Úc | Đội tuyển bóng đá Úc | Đội tuyển bóng đá Úc |
| Năm                  | Trận                 | Bàn                  |
| -------------------- | -------------------- | -------------------- |
| 1996                 | 1                    | 0                    |
| 1997                 | 0                    | 0                    |
| 1998                 | 1                    | 0                    |
| 1999                 | 0                    | 0                    |
| 2000                 | 0                    | 0                    |
| 2001                 | 0                    | 0                    |
| 2002                 | 0                    | 0                    |
| 2003                 | 3                    | 0                    |
| 2004                 | 5                    | 0                    |
| 2005                 | 11                   | 0                    |
| 2006                 | 9                    | 0                    |
| 2007                 | 8                    | 0                    |
| 2008                 | 7                    | 0                    |
| 2009                 | 7                    | 0                    |
| 2010                 | 10                   | 0                    |
| 2011                 | 16                   | 0                    |
| 2012                 | 9                    | 0                    |
| 2013                 | 7                    | 1                    |
| Tổng cộng            | 96                   | 1                    |